# Herb Żychlina
Herb Żychlina – jeden z symboli miasta Żychlin i gminy Żychlin w postaci herbu.

## Wygląd i symbolika
Herb przedstawia w polu srebrnym zamek czerwony z pojedynczą wieżą blankowaną pośrodku, w której podłużna strzelnica pionowa srebrna, oraz z murami blankowanymi, w których flankujące wieżę dwie półkoliście zwieńczone arkady srebrne. Godło na tarczy typu hiszpańskiego.
Godło herbowe Żychlina przedstawia najprawdopodobniej w sposób symboliczny miejski charakter jego samorządu. Istnieją też mniej prawdopodobne teorie jakoby przedstawioną budowlą był wyidealizowany obraz miejscowego kasztelu rodu Żychlińskich lub rzeczywistych murów miejskich z XIV wieku.

## Historia

Herb Żychlina do 2017 roku

Godło herbowe Żychlina znane jest z pieczęci miejskiej przyłożonej do dokumentu z 1535 roku. Pieczęć okrągła, o średnicy 38 mm, z mocno zatartą legendą otokową SI[GILLVM] CI[VIVM] [IN] [ZIAHLI]N[E]. Odcisk tej pieczęci zachował się do dzisiaj, zaś obecnie obowiązujący herb miasta nawiązuje bezpośrednio do tej pieczęci. Znana jest także druga pieczęć, użyta na dokumencie z 1564 roku. Pieczęć była okrągła, o średnicy 28 mm, z legendą otokową SIGILLVM CIVITATIS (...). Godłem herbowym był tam podobno mur obronny z trzema wieżami równej wysokości. 
W roku 1847 dla miasta zaprojektowano zupełnie nowy herb przedstawiający pół lwa wyłaniającego się z półksiężyca, nad lwem gwiazda. Herb ten nie wszedł do użytku.
Godło herbowe z najstarszej pieczęci zostało błędnie odrysowane, a następnie zinterpretowane przez Mariana Gumowskiego w okresie międzywojennym. Marian Gumowski zinterpretował boczne arkady w murze jako przestrzenie między dużą środkową wieżą a bocznymi małymi wieżami nietypowo zaopatrzonymi w jedynie dwa zęby blankowania. Rekonstrukcja Gumowskiego była następnie powielana przez niego samego oraz innych heraldyków powojennych i stała się następnie podstawą do opracowania herbu obowiązującego do początku 2017 roku. Nową wersję herbu na podstawie istotnych uwag prof. Marka Adamczewskiego z Uniwersytetu Łódzkiego opracowali Kamil Wójcikowski i Robert Fidura.